# Panzer IX
Panzer IX var ett tyskt koncept på en ny stridsvagn som enligt planerna skulle tas i bruk 1946-1947. Idén realiserades aldrig och det finns inga ritningar bevarade som visar hur det var tänkt att stridsvagnen skulle se ut. Forskning på senare tid indikerar att konceptet skapades för att via propagandatidningen Signal vilseleda de allierade under slutet av andra världskriget.